# Aldea de Arriba (Puebla del Brollón)
Aldea de Arriba es una aldea española situada en la parroquia de Canedo, del municipio de Puebla del Brollón, en la provincia de Lugo, Galicia.

## Localización
Está situado a 480 metros de altitud, al norte del riego de Val de Ancado.

## Demografía
| Gráfica de evolución demográfica de Aldea de Arriba entre 2000 y 2021 |
|                                                                       |
| Datos según el nomenclátor publicado por el INE.                      |